# Гелен Лангеганенберг
Гелен Лангеганенберг  (нім. Helen Langehanenberg, 21 травня 1982) — німецька вершниця, олімпійська медалістка.

## Виступи на Олімпіадах
| Олімпіада   | Дисципліна        | Місце |
| ----------- | ----------------- | ----- |
| Лондон 2012 | виїздка, особисті | 4     |
| Лондон 2012 | виїздка, командні | 2     |

## Зовнішні посилання
- Досьє на sport.references.com [Архівовано 15 грудня 2012 у Wayback Machine.]